# Sara Nanni
Sara Nanni (Datteln, 29 de maio de 1987) é uma política alemã da Aliança 90/Os Verdes que serve como membro do Bundestag desde as eleições federais alemãs de 2021.
Nanni tem um mestrado em estudos de paz e conflito.

## Carreira política
No parlamento, Nanni tem servido no Comité de Defesa.
É também membro da delegação alemã à Assembleia Parlamentar Franco-Alemã desde 2022.

## Outras actividades
- Sindicato Alemão dos Serviços Unidos (ver.di), membro[5]